# Kamigyō, Kyōto
Kamigyō (上京区 (Thượng Kinh)) là quận thuộc thành phố Kyōto, phủ Kyōto, Nhật Bản. Tính đến ngày 1 tháng 10 năm 2020, dân số ước tính của quận là 83.832 và mật độ dân số là 12.000 người/km2. Tổng diện tích của quận là 7,030 km2.